# Vila Nova de Cerveira
Vorlage:Infobox Município/Wartung/Name ist leer

Vorlage:Infobox Município/Wartung/Verwaltungadresse ist leer
Vorlage:Infobox Município/Wartung/nicht eingebunden
Vila Nova de Cerveira ist eine Kleinstadt (Vila) und ein Kreis (Município oder Concelho) mit 8921 Einwohnern (Stand 19. April 2021) in der portugiesischen Region Norte.

## Geschichte
Funde und Ausgrabungen belegen eine vorgeschichtliche Besiedlung bis zur Ankunft der Römer ab dem 2. Jahrhundert v. Chr. Diese gewannen in Minen in der heutigen Gemeinde Covas Gold. Der heutige Ort entstand jedoch erst Anfang des 13. Jahrhunderts n. Chr. und übernahm den Namen des als Cerveira bekannten Gebietes. König D.Dinis gab dem Ort 1321 seine ersten Stadtrechte (Foral), die 1512 von König Manuel I. im Zuge seiner Verwaltungsreformen erneuert wurden.
Der Ort wurde Schauplatz der Schlacht von Vilanova am 17. September 1658.

## Kultur und Sehenswürdigkeiten
Bekannt ist die seit 1978 alle zwei Jahre stattfindende Kunstausstellung Bienal de Cerveira, in deren Rahmen neben den Ausstellungen u. a. Workshops, Diskussionen und Vorträge, kreative Arbeitsaufenthalte von Künstlern, Performances und Konzerte stattfinden. Der Gebäudekomplex Fórum Cultural de Cerveira ist auch außerhalb der Biennale ein Ort für Ausstellungen und andere Kunstveranstaltungen. Die Kunst ist überhaupt ein Schwerpunktthema für den Ort, der sich auch Vila das Artes (Portugiesisch für: (Klein-)Stadt der Kunst) nennt. So unterhält die Stadt u. a. ein Künstlerhaus für kreative Gastaufenthalte in der Casa do Artista „Pintor Jaime Isidoro“, die sich der Kunst in allen Formen widmet, von Malerei und Bildhauerei über Theater, Tanz, elektronische Kunst und Fotografie bis zu Musik und anderen Kunstformen. Das zum Kultur- und Veranstaltungszentrum umgebaute CineTeatro, das Stadtarchiv (Arquivo Municipal), die Bibliothek (Biblioteca), und die in einem zweigeschossigen historischen Haus aus dem 19. Jahrhundert untergebrachte Casa do Turismo, u. a. mit dem Fremdenverkehrsamt, Ausstellungen plastischer Kunst und dem Koordinierungsbüro für Kultur- und andere Vereine im Kreis, sind weitere zu nennende Orte der Kunst in Vila Nova de Cerveira.
Zu den Baudenkmälern im Kreis zählen Herrenhäuser, historische öffentliche Gebäude, steinerne Brunnen, die Burg, und eine Vielzahl Sakralbauten, darunter die dreischiffige Igreja Matriz de Vila Nova de Cerveira (auch Igreja de São Cipriano). Die ursprünglich im 16. Jahrhundert errichtete Barockkirche birgt u. a. einen goldenen Barockaltar. Der von engen Gassen durchzogene historische Ortskern von Vila Nova de Cerveira steht zudem als Ganzes unter Denkmalschutz.
Die eisenzeitliche Ausgrabungsstätte in der Gemeinde Lovelhe, die Burg, das 2005 eröffnete Aquamuseu do Rio Minho, das sich dem Fluss, seiner Geschichte und seine Flora und Fauna widmet, und das in der ehemaligen Markthalle untergebrachte Kunsthandwerkszentrum Casa do Artesão sind weitere Anlaufpunkte für Besucher.

## Verwaltung

### Der Kreis
Der Verwaltungssitz des Kreises befindet sich im gleichnamigen Ort Vila Nova de Cerveira. Im Norden grenzt der Kreis an Spanien. Die Nachbarkreise sind (im Uhrzeigersinn im Norden beginnend): Valença, Paredes de Coura, Ponte de Lima sowie Caminha.
Mit der Gebietsreform im September 2013 wurden mehrere Gemeinden zu neuen Gemeinden zusammengefasst, sodass sich die Zahl der Gemeinden von zuvor 15 auf elf verringerte.
Die folgenden Gemeinden (Freguesias) liegen im Kreis Vila Nova de Cerveira:

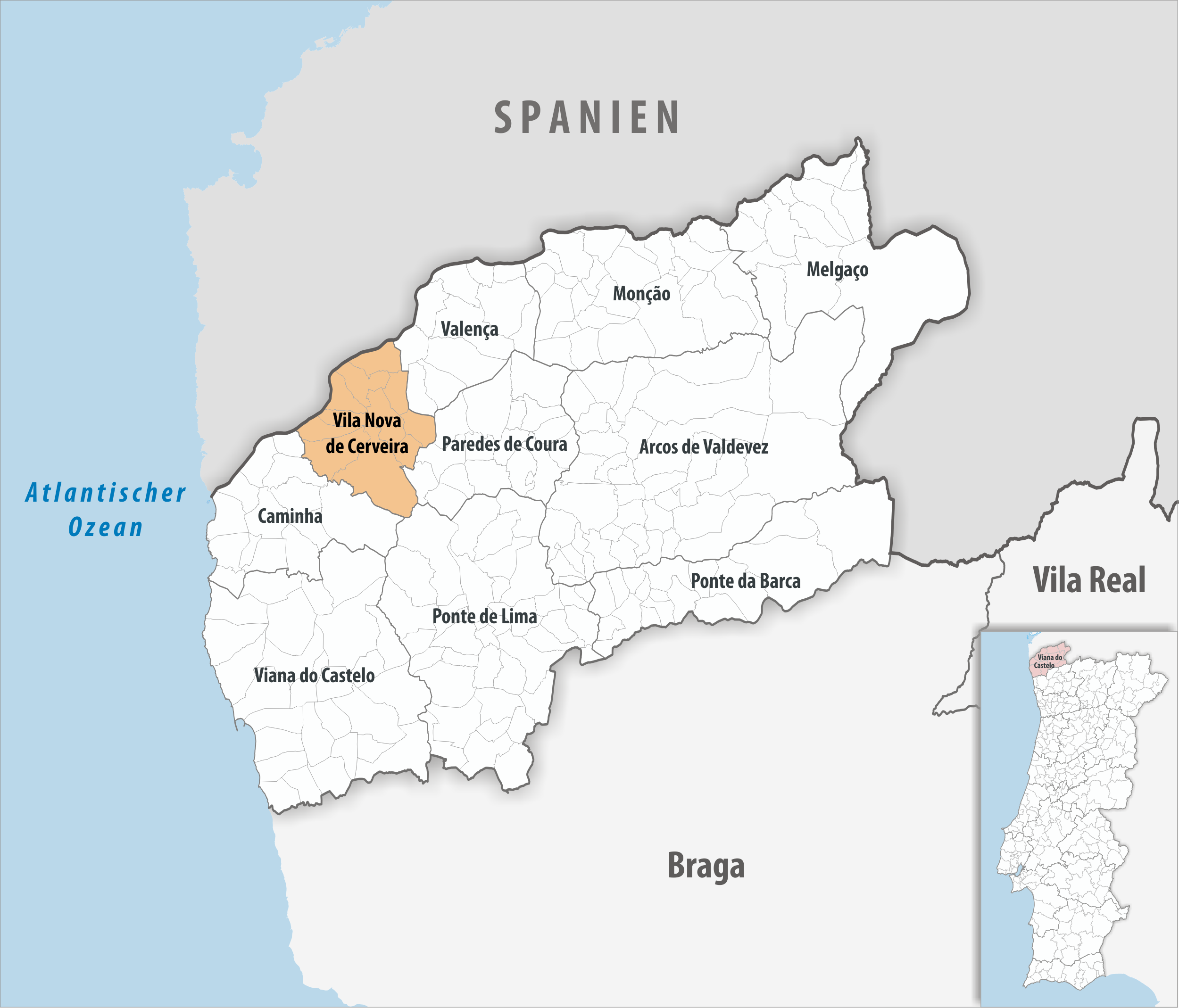
Kreis Vila Nova de Cerveira

| Gemeinde                        | Einwohner (2021) | Fläche km² | Dichte Einw./km² | LAU- Code |
| ------------------------------- | ---------------- | ---------- | ---------------- | --------- |
| Campos e Vila Meã               | 1.751            | 8,76       | 200              | 161016    |
| Candemil e Gondar               | 313              | 10,82      | 29               | 161017    |
| Cornes                          | 489              | 6,16       | 79               | 161003    |
| Covas                           | 603              | 28,60      | 21               | 161004    |
| Gondarém                        | 909              | 6,86       | 132              | 161006    |
| Loivo                           | 834              | 5,15       | 162              | 161007    |
| Mentrestido                     | 273              | 4,70       | 58               | 161009    |
| Reboreda e Nogueira             | 1.142            | 8,98       | 127              | 161018    |
| Sapardos                        | 330              | 6,72       | 49               | 161012    |
| Sopo                            | 497              | 14,82      | 34               | 161013    |
| Vila Nova de Cerveira e Lovelhe | 1.780            | 6,90       | 258              | 161019    |
| Kreis Vila Nova de Cerveira     | 8.921            | 108,47     | 82               | 1610      |

### Bevölkerungsentwicklung
| 1801 | 1849 | 1900 | 1930   | 1960   | 1981 | 1991 | 2001 | 2011 |
| 6706 | 9401 | 9691 | 10.794 | 11.030 | 8666 | 9144 | 8852 | 9253 |

### Kommunaler Feiertag
- 1. Oktober

### Städtepartnerschaften
- Frankreich: Chagny-en-Bourgogne (seit 1999)[17]